# Pictures of You (canción de The Last Goodnight)
«Pictures of You» es una canción de la banda de rock americana The Last Goodnight. Fue lanzada el 12 de junio de 2007 como el primer sencillo de su álbum debut Poison Kiss. 

## Video musical
«Pictures of You» fue promocionado con un video musical dirigido por Marc Klasfeld. El video mezcla varios cuadros para crear las imágenes y escenas que lo componen. El vídeo musical fue utilizado por ABC Television y Seven Network para promover la segunda temporada de Brothers & Sisters, pero con escenas de la serie mezcladas con el original.

## Lista de canciones
CD

| N.º | Título            | Duración |  |
| 1.  | «Pictures of You» | 3:10     |  |
| 2.  | «Get Closer»      | 3:26     |  |

## Posicionamiento
| Lista (2007-2008)                            | Mejor posición |
| -------------------------------------------- | -------------- |
| Alemania (Offizielle Deutsche Charts)        | 25             |
| Australia (ARIA)                             | 3              |
| Austria (Ö3 Austria Top 40)                  | 24             |
| Canadá (Canadian Hot 100)                    | 32             |
| Estados Unidos (Billboard Hot 100)           | 70             |
| Estados Unidos (Billboard Top 40 Mainstream) | 29             |
| Estados Unidos (Billboard Adult Pop Songs)   | 9              |
| Italia (FIMI)                                | 18             |
| Polonia (Airplay Chart)                      | 2              |
| República Checa (Radio Top 100 Chart)        | 2              |
| Suecia (Sverigetopplistan)                   | 15             |
| Suiza (Schweizer Hitparade)                  | 76             |

| Lista (2022)            | Mejor posición |
| ----------------------- | -------------- |
| Polonia (Airplay Chart) | 78             |

| Lista (2008)                               | Posición |
| ------------------------------------------ | -------- |
| Australia (ARIA)                           | 18       |
| Estados Unidos (Billboard Adult Pop Songs) | 38       |

| Lista (2009)                          | Posición |
| ------------------------------------- | -------- |
| Alemania (Offizielle Deutsche Charts) | 98       |